# Ludwig Weisbecker

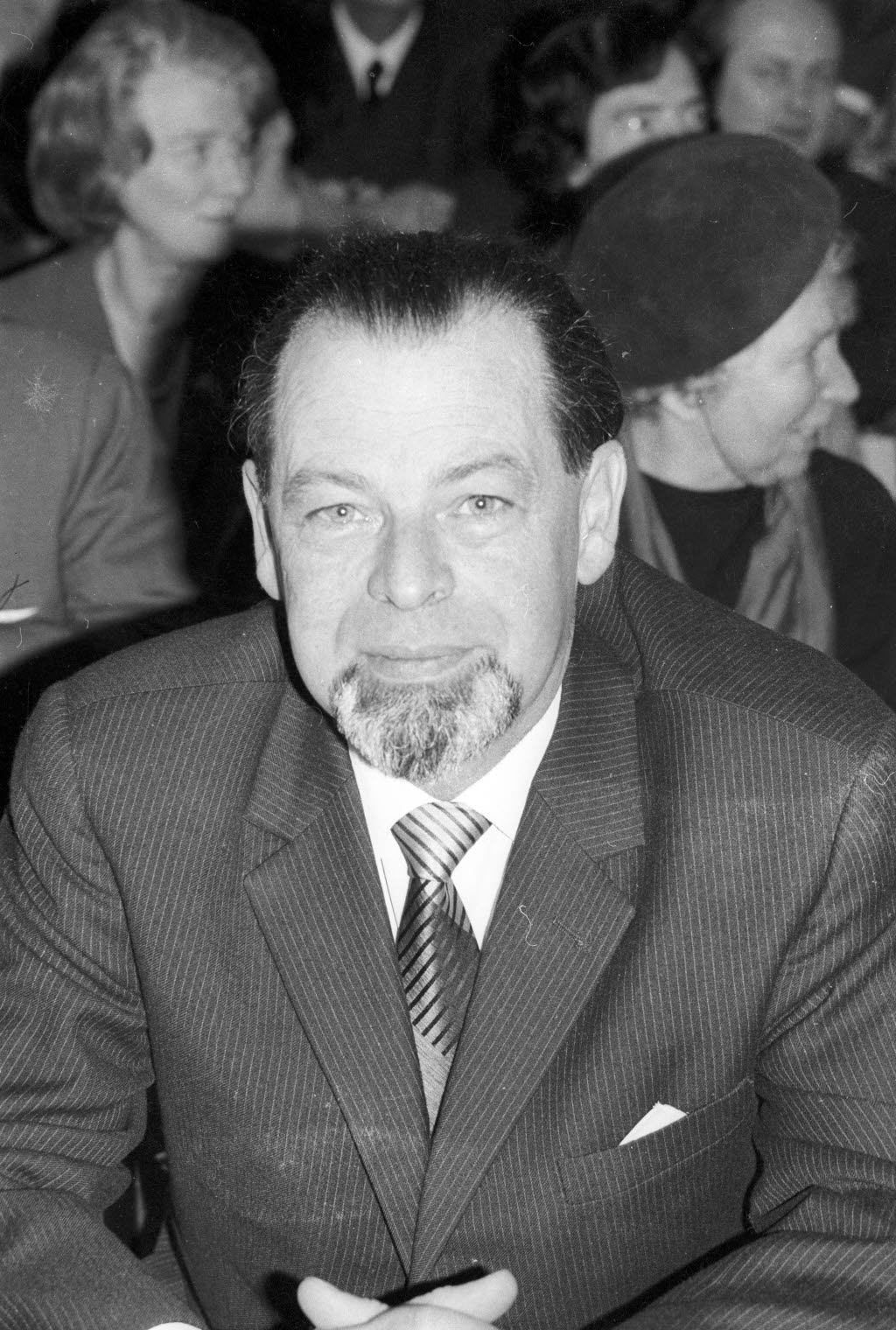
Ludwig Weisbecker (1968)

Ludwig Weisbecker, auch Ludwig Weißbecker und Ludwig Weissbecker (* 19. März 1915 in Mainz; † 13. Juni 1979 in Mielkendorf) war ein deutscher Internist, Endokrinologe und Professor für Innere Medizin.
Weisbecker war zur Zeit des Nationalsozialismus Häftling im Konzentrationslager Buchenwald, sein jüdischer Vater Louis Weisbecker in Auschwitz und Mauthausen. Ludwig Weisbecker war ab 13. Mai 1948 Dozent für Innere Medizin an der Universitätsklinik Freiburg, ab 25. Mai 1953 dort außerplanmäßiger Professor und um 1956 als Oberarzt und Professor Mitarbeiter des Internisten Ludwig Heilmeyer (Abteilung für Endokrinologie), an dessen Lehrbuch für Innere Medizin er als Autor mitwirkte. Ab 1. November 1962 war er ordentlicher Professor für Innere Medizin. In Kiel war er Direktor der Medizinischen Klinik und Poliklinik der Universität im Städtischen Krankenhaus. 1969/70 übernahm er den Posten als Rektor der Christian-Albrechts-Universität zu Kiel.
Ludwig Weisbecker war verheiratet mit Rotraud Weisbecker-Röttger. Einer seiner Söhne war der Terrorist Thomas Weisbecker (1949–1972).

## Veröffentlichungen (Auswahl)
- Krankheiten des endokrinen Systems und der Stoffwechselfunktion. In: Ludwig Heilmeyer (Hrsg.): Lehrbuch der Inneren Medizin. Springer-Verlag, Berlin/Göttingen/Heidelberg 1955; 2. Auflage ebenda 1961, S. 997–1129.